# Лейнсборо-Баллилиг
Лейнсборо-Баллилиг (англ. Lanesborough-Ballyleague; ирл. Béal Átha Liag) — (переписной) посёлок (город, состоящий из двух деревень, разделённых рекой Шаннон) в Ирландии, находится на границах графств Лонгфорд (провинция Ленстер) и Роскоммон.
Город-побратим — Лейнсбор в Массачусетсе (США).

## Демография
Население — 1112 человек (по переписи 2006 года). В 2002 году население составляло 943 человека.
Данные переписи 2006 года:
| Общие демографические показатели |               |                               |                               |      |      |
| Всё население                    | Всё население | Изменения населения 2002—2006 | Изменения населения 2002—2006 | 2006 | 2006 |
| 2002                             | 2006          | чел.                          | %                             | муж. | жен. |
| 943                              | 1112          | 169                           | 17,9                          | 538  | 574  |

В нижеприводимых таблицах сумма всех ответов (столбец «сумма»), как правило, меньше общего населения населённого пункта (столбец «2006»).
| Религия (Тема 2 — 5 : Число людей по религиям, 2006) |             |                |             |            |       |      |
| Католики, чел.                                       | Католики, % | Другая религия | Без религии | не указано | сумма | 2006 |
| 1014                                                 | 91,2        | 60             | 25          | 13         | 1112  | 1112 |

| Этно-расовый состав (Этничность. Тема 2 — 3 : Постоянное население по этническому или культурному происхождению, 2006) |            |              |       |        |        |            |       |       |
| Белые ирландцы | Лухт-шулта | Другие белые | Негры | Азиаты | Другие | Не указано | сумма | 2006  |
| 933 | 0          | 103          | 10    | 12     | 5      | 25         | 1088  | 1112  |
| Доля от всех отвечавших на вопрос, %                                                                                   |            |              |       |        |        |            |       |       |
| 85,8 | 0,0        | 9,5          | 0,9   | 1,1    | 0,5    | 2,3        | 100   | 97,81 |

1 — доля отвечавших на вопрос о языке от всего населения.
| Владение ирландским языком (Тема 3 — 1 : Число людей от 3 лет и старше по способности говорить по-ирландски, 2006) |      |            |       |       |
| Владеете ли Вы ирландским языком?                                                                                  |      |            |       |       |
| Да | Нет  | Не указано | сумма | 2006  |
| 403 | 613  | 62         | 1078  | 1112  |
| Доля от всех отвечавших на вопрос о языке, %                                                                       |      |            |       |       |
| 37,4 | 56,9 | 5,8        | 100   | 96,91 |

1 — доля отвечавших на вопрос о языке от всего населения.
| Использование ирландского языка (Тема 3 — 2 : Говорящие по-ирландски от 3 лет и старше по частоте использования ирландского языка, 2006) |                                                            |                                               |                                               |                                               |                                               |                                               |       |                                     |      |
| Как часто и где Вы говорите по-ирландски?                                                                                                |                                                            |                                               |                                               |                                               |                                               |                                               |       |                                     |      |
| ежедневно, только в образовательных учреждениях                                                                                          | ежедневно, как в образовательных учреждениях, так и вне их | в других местах (вне образовательной системы) | в других местах (вне образовательной системы) | в других местах (вне образовательной системы) | в других местах (вне образовательной системы) | в других местах (вне образовательной системы) | сумма | всего, отвечавших на вопрос о языке | 2006 |
| ежедневно, только в образовательных учреждениях                                                                                          | ежедневно, как в образовательных учреждениях, так и вне их | ежедневно                                     | каждую неделю                                 | реже                                          | никогда                                       | не указано                                    | сумма | всего, отвечавших на вопрос о языке | 2006 |
| 97 | 0                                                          | 10                                            | 23                                            | 156                                           | 115                                           | 2                                             | 403   | 1078                                | 1112 |
| Доля от всех отвечавших на вопрос о языке, %                                                                                             |                                                            |                                               |                                               |                                               |                                               |                                               |       |                                     |      |
| 9,0 | 0,0                                                        | 0,9                                           | 2,1                                           | 14,5                                          | 10,7                                          | 0,2                                           | 37,4  | 100                                 |      |

| Типы частных жилищ (Тема 6 — 1(a) : Число частных домовладений по типу размещения, 2006) |          |         |                 |            |       |      |
| Отдельный дом                                                                            | Квартира | Комната | Переносные дома | не указано | сумма | 2006 |
| 370                                                                                      | 16       | 3       | 0               | 17         | 406   | 1112 |